# Kalicsa-álbarlang
A Kalicsa-álbarlang a Duna–Ipoly Nemzeti Parkban lévő Visegrádi-hegységben, Tahitótfalu területén található álbarlang.

## Leírás
Tahitótfalu és Dunabogdány közigazgatási határát a Kalicsa-patak jelöli ki. A barlang a völgytalp vonalán van, így mindkét településhez egyaránt tartozik. A közigazgatási beosztása tehát önkényes. A Kalicsa-völgyben, az Édes-lyuki kunyhótól a patak folyása ellenében haladva körülbelül 200 méterre található. A hossza 3,08 méter. Egy keleti és egy nyugati ágból tevődik össze. Felette átfolyik a patak, amely a bejáratnál vízesést alkot. Az alját vizes kőtömbök alkotják.

## Kialakulás
A patak által felhalmozott andezit és andezittufa tömbök között kialakult álbarlang.

## Kutatástörténet
1996-ban Tinn József talált rá és térképezte fel Nagy Eszterrel közösen. A leírását Tinn József készítette el. A területre egyébként az Édes-lyuki kunyhó neve hívta fel a figyelmet, de a feltételezett névadónak nyomát sem találták.
A 2001. november 12-én elkészült, Magyarország nemkarsztos barlangjainak irodalomjegyzéke című kézirat barlangnévmutatójában szerepel a Kalicsa-álbarlang. A barlangnévmutatóban meg van említve 1 irodalmi mű, amely foglalkozik az üreggel. A 364. tétel nem említi, a 363. tétel említi. A 2014. évi Karsztfejlődésben megjelent tanulmányban az olvasható, hogy Tahin található a Kalicsa-álbarlang. A barlang kb. 3 m hosszú. A Visegrádi-hegység 101 barlangjának egyike.